# Slag bij Old Fort Wayne
De Slag bij Old Fort Wayne vond plaats op 22 oktober 1862 in Newton County tijdens de Amerikaanse Burgeroorlog. Deze slag is ook bekend als de slag bij Maysville,  slag bij Beattie's Prairie of  slag bij Beaty’s Prairie.
Vanaf midden juli concentreerden de Zuidelijken hun troepen in de buurt van Fayetteville, Arkansas om Missouri te plunderen. Tegelijkertijd zou Douglas Cooper met zijn Indianenbrigade van Choctaw, Chickasaw en Creek het gebied rond Old Fort Wayne binnenvallen (een verlaten fort nabij Beatties Prairie). Hij plaatse zijn voorposten op 6 km ten noorden van Maysville, een dorpje op de grens van Arkansas en Indianengebied op ongeveer 35 km van Bentonville. Vanuit deze positie kon hij ondersteuning bieden aan John S. Marmadukes 4.000 man sterke Texaanse eenheid die bij Cross Hollows gelegerd lag.
De meest nabije Noordelijke eenheden was John Schofields Army of the Frontier bij Pea Ridge, Arkansas. Schofield ontving het bericht dat Cooper, samen met Stand Waties twee Cherokee regimenten rond Maysville gezien waren. James G. Blunts Eerste divisie telde ongeveer 3.500 man die beter uitgerust en getraind waren. Op 20 oktober om 07.00u vertrok Blunt met de 2de en 3de brigade om de vijand aan te vallen.
De brigades waren samengesteld uit de 2nd Kansas Cavalry, de 6th Kansas Cavalry, de 10th Kansas Infantry, de 11th Kansas Infantry, de 1st en 3rd Cherokee Regiments, de 1st Kansas en 2nd Indiana Batteries en vier houwitser. Na een nachtelijke mars arriveerden ze rond 05.00u in Bentonville. Daar laste Blunt een pauze in zodat de bevoorrading zich kon aansluiten. Na een nieuwe geforceerde mars op 21 oktober van 38 km liet hij zijn soldaten rond 02.00u opnieuw rusten. Voorlopig had hij nog altijd het verrassingselement in handen.
Om 05.00u viel hij met de 2nd Kansas Cavalry de Zuidelijke voorposten aan bij Maysville. De hoofdkamp lag 10 km verderop. Na het wegvagen van de voorposten achtervolgde de Noordelijke cavalerie de vijand tot ze 5 km verder op de hoofdlinie van Cooper botsten. De Zuidelijke slaglinie stond in noordelijke richting opgesteld langs een weg met dichte bebossing in hun rug. Ondanks Noordelijke verkenningsrapporten die stelden dat Cooper 7.000 manschappen had, had hij er in werkelijkheid maar 1.500 met Howells Texasbatterij in het centrum van zijn linie. Blunt stelde zijn houwitsers op om het duel aan te gaan met de Zuidelijke artillerie. De 2nd Kansas duwde de voorposten terug. Toen de rest van zijn divisie arriveerde, stuurde Blunt ze naar het centrum van de vijandelijke linie. Zijn houwitsers wonnen het duel van de Zuidelijke artillerie. Coopers centrum werd doorbroken. Na een halfuur vechten was Coopers linie op de vlucht geslagen. Blunt achtervolgde hen tot 10 km ver. Hij verloor 14 soldaten tegenover ongeveer 150 Zuidelijken.
De Zuidelijken trokken zich 100 km terug tot Fort Gibson. De Noordelijken waren opnieuw heer en meester over de Indiaanse gebieden ten noorden van Arkansas. Blunt werd gepromoveerd tot generaal-majoor bij de vrijwilligers.